# John Tower
John Goodwin Tower (Houston, 29 de septiembre de 1925-Brunswick, 5 de abril de 1991) fue un político estadounidense del Partido Republicano. que se desempeñó como senador de los Estados Unidos por Texas de 1961 a 1985. Fue el primer senador republicano elegido por Texas desde la Reconstrucción. Dirigió la comisión Tower que investigó el asunto Irán-Contra, y fue un candidato sin éxito a Secretario de Defensa de los Estados Unidos en 1989.

## Biografía
Nacido en Houston (Texas), sirvió en el Frente del Océano Pacífico en la Segunda Guerra Mundial. Después de la guerra, trabajó como locutor de radio y enseñó en la Midwestern University en Wichita Falls. Obtuvo un B.A. en ciencia política en la Universidad Southwestern.
Pasó del Partido Demócrata al Partido Republicano a principios de la década de 1950 y trabajó en la campaña presidencial de 1956 de Dwight D. Eisenhower. Perdió las elecciones al Senado por Texas en 1960 ante el senador demócrata Lyndon B. Johnson. Con la victoria demócrata en las elecciones presidenciales de 1960, Johnson dejó vacante su escaño en el Senado para convertirse en vicepresidente de los Estados Unidos. En las elecciones especiales de 1961, Tower derrotó al sucesor designado de Johnson, Bill Blakley. Ganó la reelección en 1966, 1972 y 1978.
Al unirse al Senado en 1961, se convirtió en el primer senador republicano en representar a un estado en el sur y fue el único republicano del sur hasta que Strom Thurmond cambió de partido en 1964. Conservador al principio de su carrera, se opuso firmemente a la Ley de Derechos Civiles de 1964 y la Ley de Derechos Electorales de 1965.
Comenzando en 1976 con su apoyo a Gerald Ford en lugar de Ronald Reagan en las primarias republicanas de 1976, comenzó a alienar a muchos compañeros conservadores. Se volvió menos conservador con el tiempo, luego expresó su apoyo a la legalización del aborto y se opuso a la Iniciativa de Defensa Estratégica del presidente Reagan en 1982.
Se retiró del Senado en 1985. Después de dejar el Congreso, se desempeñó como negociador principal de las Conversaciones de Reducción de Armas Estratégicas con la Unión Soviética y dirigió la Comisión Tower. El informe de la comisión fue muy crítico con las relaciones de la administración Reagan con el escándalo Irán-Contra.
 En 1989, el presidente entrante George H. W. Bush eligió a Tower como su candidato para secretario de Defensa, pero su nominación fue rechazada por el Senado. Después de la derrota, presidió la Junta Asesora de Inteligencia del Presidente. Falleció en el accidente del vuelo 2311 de Atlantic Southeast Airlines en 1991.